# Piero Della Seta
Piero Della Seta (Roma, 2 maggio 1922 – Roma, 6 febbraio 2001) è stato un politico, saggista e giornalista italiano.

## Biografia

### L’infanzia

Piero Della Seta alla XXIX Fiera di Roma (1981).

Di famiglia ebraica, il padre Angelo è un commerciante all’ingrosso di tessuti, con negozio-magazzino in Piazza Giudia (oggi Piazza delle Cinque Scole), attività che lui e il fratello Giovanni hanno ereditato dal padre Raimondo. Frequenta il Liceo classico Ennio Quirino Visconti, nella stessa classe della futura medaglia d'oro al valor militare Carla Capponi e del regista Carlo Lizzani: entrambi saranno attivi nella Resistenza romana. Nel 1938, in seguito all’emanazione delle leggi razziali, è espulso dal Liceo Visconti insieme ad altri 57 studenti ebrei. Nella primavera del 1939 la famiglia lo incoraggia a espatriare in Venezuela, dove si era già trasferito un suo cugino coetaneo. Tornerà in Italia dopo pochi mesi, alla fine del 1939, per dare l’ultimo saluto al padre morente e da allora rimarrà a Roma.
A guerra iniziata ottiene il diploma di maturità frequentando la scuola ebraica. Nel 1943, durante i cosiddetti «quarantacinque giorni» tra l’arresto di Mussolini e l’8 settembre, conosce Aldo Natoli, che rimarrà suo amico fraterno. Grazie a lui matura la scelta di diventare comunista: nel 1944 si iscrive al Pci. Nei mesi dell’occupazione nazista vive nascosto nelle case di amici e conoscenti, prende contatto con i Gruppi di azione patriottica attivi in città e partecipa ad azioni «dimostrative» (come, ad esempio, il lancio di volantini in luoghi di pubblico ritrovo), ma non militari. Nell’aprile del 1944 dieci suoi familiari (il fratello e tre sorelle di suo padre con le rispettive famiglie), fuggiti da Roma e rifugiatisi in un casolare presso Chianni, in Toscana, vengono arrestati dalla polizia fascista e consegnati ai nazisti: deportati ad Auschwitz, moriranno tutti pochi giorni dopo il loro arrivo.
Il suo rapporto con la comunità ebraica romana sarà in seguito segnato da una lacerazione profonda e irreversibile quando, con lo scoppio della Guerra dei sei giorni, Della Seta prenderà posizione a favore dei paesi arabi, in guerra con Israele: il giornale della comunità «Shalom» gli dedicherà la copertina di un suo numero, con titolo Un «Quisling» ebreo.

### Attività politica nel dopoguerra
Finita la guerra, Della Seta si iscrive alla Facoltà di ingegneria dell’Università di Roma. Attivo nella locale Cellula universitaria del Pci, è gerente responsabile di «Rinascita universitaria», bollettino informativo della cellula edito per pochi numeri nel 1946 cui collaborano, tra gli altri, Giovanni Berlinguer, Lucio Lombardo Radice, Giulio Cortini, Antonia Canova e Luigi Caputo. Interrotti anticipatamente gli studi, decide di dedicarsi a tempo pieno al lavoro politico nella Federazione romana del Pci.
Eletto consigliere comunale per la prima volta nel 1956, ricoprirà la carica ininterrottamente fino al 1985: nella storia repubblicana delle assemblee elettive di Roma capitale rimane tutt’ora il consigliere comunale più «longevo».
Per alcuni anni Della Seta lascia l’impegno nella Federazione romana del Pci, lavorando nella Sezione esteri della Direzione nazionale del partito. A metà degli anni Settanta è responsabile del settore edilizia e territorio della Commissione programmazione e riforme del Pci. Nel 1976 diventa assessore nella Giunta comunale di sinistra guidata dal sindaco Giulio Carlo Argan, con delega ai servizi tecnologici (acqua, gas, elettricità); manterrà l’incarico anche nella consiliatura successiva, con il sindaco Luigi Petroselli, contribuendo all’attuazione di un programma straordinario di interventi sulle periferie che porterà i servizi essenziali nelle borgate.
Candidato al Senato alle elezioni politiche del 26-27 giugno 1983, risulta inizialmente eletto, ma, in seguito al ricorso di un altro candidato, il suo seggio non viene confermato.
Presidente del Comitato federale della Federazione romana del Pci, dopo la svolta della Bolognina si oppone al cambio di nome del partito, aderendo alla mozione «intermedia», capeggiata da Antonio Bassolino. Aderirà in seguito ai Democratici di sinistra.
Abbandonato l’impegno politico diretto, negli ultimi anni continuerà a dedicarsi allo studio e alla ricerca.

### Le «lotte urbane» a Roma e il dibattito urbanistico nazionale
Negli anni Cinquanta e Sessanta è una delle voci più autorevoli del Pci romano sui temi dell’urbanistica e nella lotta contro la speculazione edilizia, sia in Consiglio comunale che in grandi campagne d’opinione: alcune perse, come quella contro la costruzione dell’albergo Hilton sulle pendici di Monte Mario, altre vinte, come quella contro la cementificazione di molte ville storiche romane. È tra i protagonisti dell’animato dibattito sul nuovo piano regolatore, in particolare schierandosi contro il piano adottato nel giugno 1959 dall'amministrazione di centrodestra guidata da Urbano Cioccetti, piano criticato aspramente dalle sinistre e da una nutrita componente del mondo laico-liberale (ad esempio Bruno Zevi, Antonio Cederna, Luigi Piccinato e Italo Insolera) (quel piano sarà poi respinto dal ministero dei Lavori pubblici). Le giunte centriste e di centrodestra che si sono succedute in Campidoglio dal 1946 al 1960 sono accusate di sottomettere lo sviluppo urbano della capitale agli appetiti speculativi di grandi gruppi privati e agli interessi della rendita fondiaria che lucra guadagni enormi sui terreni, soprattutto attraverso l'aumento delle densità nelle zone destinate a edilizia estensiva. Questa offensiva politica ha anche una vasta eco mediatica: il settimanale «L’Espresso», diretto da Arrigo Benedetti, nel dicembre 1955 – pochi mesi dopo la sua nascita – titola in copertina Capitale corrotta = Nazione infetta e dedica un lungo reportage all’ingerenza della Società generale immobiliare, legata alla Democrazia cristiana e al Vaticano, nelle politiche urbanistiche delle giunte romane degli anni Cinquanta.
Nel 1960 è autore, insieme a Giovanni Berlinguer, del volume Borgate di Roma, la prima analisi sociologica condotta sulle periferie romane, tutt’ora considerata un riferimento importante per quel che riguarda la storia urbanistica romana. In quegli anni Roma «ospitava – in condizioni di grave emarginazione – decine di migliaia di persone in baracche ed abitazioni di fortuna, molte delle quali addossate alle mura millenarie» della città antica. Il libro descrive la condizione dei baraccati, dei borghetti e delle borgate, in progressiva espansione nonostante l'assenza dei servizi essenziali e le precarie condizioni igieniche, frutto – secondo gli autori – delle politiche «di segregazione sociale» adottate dalla borghesia cittadina contro la classe operaia, ma anche delle scelte poco lungimiranti fatte dalle élite nazionali circa il ruolo della capitale. Tuttavia, sostengono Berlinguer e Della Seta, nel corso degli anni Cinquanta le borgate hanno sviluppato una propria identità politica (i due autori fanno riferimento al forte sostegno dato dagli abitanti delle periferie romane ai partiti di sinistra in occasione delle diverse tornate elettorali nazionali e locali), che ha permesso loro di avvicinarsi al governo della città: una volta integrata sotto il profilo politico, l'urbanizzazione è da completare solo da «un punto di vista progettuale ed economico».
Il  contributo di Della Seta è apprezzato e ricercato anche al di fuori del dibattito interno al partito. In una sua testimonianza del 2001, l'urbanista napoletano Vezio De Lucia ricorderà che «Pietro Bucalossi, ministro repubblicano dei lavori pubblici – che aveva il tratto rigoroso di un esponente della destra storica – prima di presentare proposte alla Commissione lavori pubblici della Camera, sentiva il parere di Piero Della Seta. Così fu per la legge di riforma urbanistica che da Bucalossi prese il nome». Al tema delle politiche del territorio, Della Seta dedicherà alcuni dei suoi studi più importanti di questi anni, quali la riedizione di Borgate di Roma (1976) e Le campagne d’Italia (1978).
Partecipa costantemente al dibattito nazionale sui temi della progettazione urbanistica e architettonica e della valorizzazione del territorio, non mancando di criticare le posizioni del proprio partito. Intervenendo nel 1985 nella discussione sul progetto di condono edilizio del Governo Craxi I, contesta la linea della distinzione tra abusivismo di necessità e speculazione sostenuta dalla maggioranza dei dirigenti comunisti, sottolineando come tutto l'abusivismo per l'utente finale fosse di necessità. Su queste basi, auspica il ritorno a una cultura della regolamentazione e si schiera contro la proposta di estensione della sanatoria fino alla data di approvazione della legge, che avrebbe rischiato di moltiplicare gli abusi. È tra i quaranta urbanisti firmatari di una lettera di protesta contro le aperture al condono edilizio sostenute dal Pci, inviata al segretario nazionale del partito Alessandro Natta e ai capigruppo di Camera e Senato Giorgio Napolitano e Gerardo Chiaromonte.
Ne I suoli di Roma, scritto con il figlio Roberto nel 1988, Della Seta ripercorre un secolo di abusi operati ai danni delle politiche urbanistiche della città, con grande risalto per il cosiddetto «terzo sacco di Roma» del secondo dopoguerra quando, complici la svalutazione della Lira italiana, la crescente immigrazione e l'aumento delle richieste di terreni fabbricabili, amministrazioni e grandi proprietari incentivarono la lottizzazione indiscriminata dei terreni non edificati, contribuendo a un'espansione selvaggia, sregolata della città.
Critico delle innovazioni introdotte dalla legge n. 179/1992, e in particolare dello strumento del programma integrato di intervento, nel suo volume L’Italia a sacco – scritto con Edoardo Salzano, edito nel 1994 – paventa il pericolo di una «urbanistica contrattuale» in grado di soppiantare il comune rispetto di norme e regole condivise.

## Vita privata
Sposato dal 1955 con Maria Teresa Luciani, ha avuto due figli: Claudia, nata nel 1956, e Roberto, nato nel 1959.
Deceduto il 6 febbraio 2001, è sepolto presso il Cimitero acattolico di Roma, nel quartiere Testaccio.

## Pubblicazioni
- Giovanni Berlinguer, Piero Della Seta, Borgate di Roma: urbanesimo ed emigrazione interna, incremento demografico e speculazione edilizia, il fascismo e la segregazione degli indesiderabili, origine regionale e profilo psico-sociale dei baraccati, struttura familiare e consumi, le borgate nella vita politica romana, Roma, Editori riuniti, 1960.
- Piero Della Seta, Carlo Melograni, Aldo Natoli, Il piano regolatore di Roma, Roma, Editori riuniti, 1963.
- Giovanni Berlinguer, Piero Della Seta, Borgate di Roma, Roma, Editori riuniti, 1976 (edizione riveduta e ampliata).
- Le campagne d'Italia: cento anni di saccheggio del territorio, Bari, De Donato, 1978.
- Piero Della Seta, Roberto Della Seta, I suoli di Roma: uso e abuso del territorio nei cento anni della capitale, prefazione di Giulio Carlo Argan, Roma, Editori riuniti, 1988.
- Piero Della Seta, Edoardo Salzano, L'Italia a sacco: come, negli incredibili anni '80, nacque e si diffuse Tangentopoli, prefazione di Diego Novelli, Roma, Editori riuniti, 1993.